# Il pasticciere
Il pasticciere è un film del 2012 diretto da Luigi Sardiello.
Seconda opera del regista, la pellicola è stata presentata in anteprima mondiale, come film d'apertura, al Festival di Annecy 2012, e in anteprima nazionale al Festival del cinema europeo di Lecce.
Il film è uscito il 31 ottobre 2013 distribuito da MicroCinema.

## Trama
Achille Franzi è un mite pasticciere. Dopo la fine del suo turno di lavoro, assiste suo malgrado a un omicidio effettuato dal suo capo. Il misfatto lo porterà a subire una rocambolesca serie di eventi che cambierà per sempre la sua vita.

## Location
Le riprese del film sono state fatte tra la Basilicata e la Puglia. In Basilicata a Terranova di Pollino e in altre località, mentre in Puglia la maggior parte delle scene sono state girate nella provincia di Lecce, in particolare a Leverano, Sternatia, Porto Cesareo, Nardò e all'Aeroporto di Lecce-San Cataldo. Le scene ambientate in Croazia sono state anch'esse girate nelle due regioni italiane.